# Ондар-оол, Ортун-оол Монгушевич
Ортун-оол Монгушевич Ондар-оол (род. 25 мая 1949) — художник, член Союза художников Тувинской АССР.

## Биография
Родился 25 мая 1949 года в городе Чадане Дзун-Хемчикского района. Он проявил себя в рисовании ещё в школе, затем учился в изобразительной студии при Доме народного творчества города Кызыла. Ондар-оол немного проучился на художественном отделении Кызылского училища искусств, в 1973 году поступил в Московский государственный художественный институт им. В. И. Сурикова на факультет станковой живописи. После третьего курса он избрал мастерскую профессора, народного художника СССР Таира Салахова. Окончил в 1979 году дипломной картиной «Охотники Одуген-Тайги». После окончания института в 1979 году О. М. Ондар-оол стал преподавать на художественном отделении Кызылского училища искусств, одновременно работая в Тувинских художественно-производственных мастерских Художественного Фонда РСФСР; позднее перешел преподавать основы изобразительного искусства в Республиканскую общеобразовательную музыкально-художественную школу-интернат им. Р. Д. Кенденбиля. О. М. Ондар-оол принимал участие в местных художественных выставках с 1972 года, в студенческих — с 1975 года. Сначала О. М. Ондар-оол плодотворно работал во всех жанрах станковой живописи, создавая значительные произведения на историко-революционные и современные темы., такие, как «Охотники Одуген-Тайги», «К партизанам», «Тишина», «Борцы хуреша», которые экспонировались на зональных, всесоюзных выставках.
В конце 1980-х годов О. М. Ондар-оол вместе с группой художников оформляет в технике сграффито, экстерьер Дома культуры поселка Кызыл-Мажалыка на тему «Культура, спорт, отдых», в котором он показывает свое монументальное дарование живописца, воспевающего национальную самобытность и традиции тувинского народа.
В начале 2000-х годов О. М. Ондар-оол продолжает творить, пишет портреты тружеников, творческой интеллигенции, натюрморты, выразительные пейзажи родного края и сюжетно-тематические картины, отображающие особую трактовку человеческого бытия в окружающем мире.

## Основные выставки
- Республиканская художественная выставка молодых художников, посвященная 50-летию СССР 1972 г., г. Кызыл.
- Зональная выставка «Сибирь социалистическая».
- Всероссийская выставка «Советская Россия»
- Всероссийская выставка «По родной стране».

## Основные произведения
- Весна. Х. м. 78х44.
- Маленький «Серебристый день».
- Март. Х. м. 76х61.
- Натюрморт. Х. м. 66х51.
- Охотники Одуген-Тайги.
- Пейзаж. Х. м. 58х47.
- Портрет тувинки. Х. м. 50х34.
- Тувинский натюрморт. Х. м. 70х57.
- «Чаа-Холь. Зона затопления».